# Phelister pusillus
Phelister pusillus är en skalbaggsart som beskrevs av Hinton 1935. Phelister pusillus ingår i släktet Phelister och familjen stumpbaggar. Inga underarter finns listade i Catalogue of Life.